# سارة غولدن
سارة غولدن (بالإنجليزية: Sarah Golden)‏ هي مغنية أمريكية، ولدت في 24 أكتوبر 1983.

## وصلات خارجية
- الموقع الرسمي
- سارة غولدن على موقع ميوزك برينز (الإنجليزية)